# Alexander Tamanian
Alexander Tamanian (ur. 4 marca 1878, zm. 20 lutego 1936) – ormiański architekt.

## Życiorys
Urodził się w mieście Jekaterynodar w rodzinie bankiera. Ukończył Akademię Sztuk Pięknych w Petersburgu w 1904 roku. Inspirował się neoklasycznymi trendami popularnymi w tamtych latach. Jego wczesne prace to m.in. dwór W. P. Koczubej w Carskim Siole (1911–1912); dom księcia S. A. Szczerbatowa na Nowiskim Bulwarze w Moskwie (1911–1913); wiejskie domy dla pracowników kolei i sanatorium przeciwgruźliczne koło Moskwy (1913–1923), warsztaty centralne kolei kazańskiej w Lubiercach (1916).
Został wykładowcą architektury w 1914 r. W 1917 r. został wybrany na wiceprezesa Akademii Sztuk Pięknych. W 1923 przeniósł się do Erywania, kierując nowym przedsięwzięciem budowlanym w republice. Był głównym inżynierem lokalnej Rady Komisarzy Ludowych (1925–1936), sponsorował przemysł budowlany, projektował układy miast i wsi, w tym Leninakan (obecnie Giumri, 1925), Stepanakert (1926), Nor-Bajazet (obecnie Gawarr) i Ahta-ahpara (oba w 1927), Eczmiadzyn (1927–1928) i inne. Tamanian stworzył pierwszy ogólny plan nowoczesnego miasta Erywań, który został zatwierdzony w 1924 roku. Tamanian przyczynił się do przekształcenia dotychczasowego małego prowincjonalnego miasta w nowoczesną stolicę Armenii, ważny ośrodek przemysłowy i kulturalny. W jego projektach dominował neoklasycyzm, ale Tamanian wprowadził także narodowe elementy (czerwone podszewki tufu, tradycyjne rzeźby dekoracyjne na kamieniu itp.). Do jego najsłynniejszych projektów w Erywaniu należą stacja hydroelektryczna (ERGES-1, 1926), dom opery i baletu im. A. Spendiariana (1926–1953), plac Republiki (1926–1941) czy zrealizowane pośmiertnie Kaskady. Odegrał również ważną rolę w procesie restaurowania zabytków w kraju, przewodnicząc Komitetowi Ochrony Zabytków w Armenii.
Tamanian był żonaty z Camillą Edwards, członkiem rodziny Benois. Ich synowie Geworg (Gieorgij) i Julius Tamanian stali się również znanymi architektami i kontynuowali pracę ojca.
Tamanian zmarł w Erywaniu 20 lutego 1936 i został pochowany w Panteonie Komitasa, który znajduje się w centrum Erywania.